# Trumau
Trumau est une commune autrichienne du district de Baden en Basse-Autriche.

## Jumelage
- Vernouillet (Yvelines) (France)

## Personnalités
Le champion olympique tchécoslovaque de grimper à la corde et médaillé en gymnastique Bedrich Choupchik (1898-1957) est né à Trumau.